# E da qui - Greatest Hits 1992-2010
E da qui - Greatest Hits 1992-2010 è la seconda raccolta del cantante italiano Nek dopo The Best of Nek - L'anno zero.
La raccolta, pubblicata nel 2010, è suddivisa in 2 dischi e contiene i maggiori successi del cantautore più 3 inediti: E da qui, Vulnerabile ed È con te (dedicata alla figlia Beatrice) e 3 brani registrati live (un quarto brano live compare come bonus scaricabile da iTunes)

## Tracce

### E da qui - Greatest Hits 1992-2010
Disco 1
1. E da qui – 4:06 (Filippo Neviani e Marco Baroni) – (2010)
2. Vulnerabile – 3:10 (testo: Andrea Amati – musica: Fabio Vaccaro) – (2010)
3. È con te – 3:15 (testo: Filippo Neviani e Marco Baroni – musica: Filippo Neviani) – (2010)
4. Amami – 3:49 (testo: Filippo Neviani – musica: Massimo Varini, Filippo Neviani e Antonio Verrascina) – (1992)
5. In te – 4:02 (testo: Antonello De Sanctis – musica: Filippo Neviani e Giuseppe Isgrò) – (1993)
6. Cuori in tempesta – 4:46 (testo: Antonello De Sanctis – musica: Filippo Neviani e Giuseppe Isgrò) – (1994)
7. Angeli nel ghetto – 4:02 (testo: Antonello De Sanctis – musica: Gianni Sanjust, Filippo Neviani e Gabriele Varano) – (1994)
8. Dimmi cos'è – 3:42 (testo: Antonello De Sanctis – musica: Filippo Neviani e Massimo Varini) – (1996)
9. Tu sei, tu sai – 4:19 (testo: Antonello De Sanctis – musica: Filippo Neviani e Massimo Varini) – (1996)
10. Laura non c'è – 3:45 (testo: Antonello De Sanctis – musica: Filippo Neviani e Massimo Varini) – (1997)
11. Sei grande – 4:08 (testo: Antonello De Sanctis – musica: Filippo Neviani e Massimo Varini) – (1997)
12. Se io non avessi te – 3:45 (testo: Antonello De Sanctis – musica: Filippo Neviani e Massimo Varini) – (1998)
13. Sto con te – 4:16 (testo: Antonello De Sanctis – musica: Filippo Neviani e Massimo Varini) – (1998)
14. Se una regola c'è – 3:36 (testo: Antonello De Sanctis – musica: Filippo Neviani e Massimo Varini) – (1998)
15. Con un ma e con un se – 3:32 (testo: Antonello De Sanctis – musica: Filippo Neviani e Massimo Varini) – (1998)
16. Ci sei tu – 4:19 (testo: Antonello De Sanctis e Manuela Bottoni – musica: Filippo Neviani) – (2000)
17. Sul treno – 3:55 (testo: Antonello De Sanctis e Manuela Bottoni – musica: Filippo Neviani) – (2000)
18. La vita è – 4:19 (testo: Antonello De Sanctis e Manuela Bottoni – musica: Filippo Neviani e Massimo Varini) – (2000)

Disco 2
1. Sei solo tu – 3:15 (testo: Cheope – musica: Filippo Neviani) – (2002)
2. Parliamo al singolare – 3:30 (testo: Cheope – musica: Daniel Vuletic) – (2002)
3. Cielo e terra – 3:58 (testo: Cheope – musica: Filippo Neviani) – (2002)
4. Almeno stavolta – 3:26 (testo: Antonello De Sanctis – musica: Daniele Ronda) – (2003)
5. L'anno zero – 3:27 (testo: Antonello De Sanctis – musica: Daniele Ronda) – (2003)
6. Lascia che io sia – 3:31 (testo: Filippo Neviani e Antonello De Sanctis – musica: Filippo Neviani e Daniele Ronda) – (2005)
7. Contromano – 3:27 (Andrea Amati) – (2005)
8. L'inquietudine – 3:27 (testo: Antonello De Sanctis – musica: Sergio Vinci) – (2005)
9. Instabile – 3:33 (Andrea Amati e Filippo Neviani) – (2006)
10. Notte di febbraio – 4:10 (Andrea Amati e Filippo Neviani) – (2006)
11. Nella stanza 26 – 3:43 (testo: Antonello De Sanctis – musica: Filippo Neviani) – (2006)
12. La voglia che non vorrei – 3:48 (testo: Francesco De Benedittis e Francesco Gazzè – musica: Francesco De Benedittis e Massimiliano Corona) – (2009)
13. Se non ami – 3:23 (testo: Antonello De Sanctis – musica: Filippo Neviani) – (2009)
14. Semplici emozioni – 3:52 (Cesare Chiodo) – (2009)
15. Walking Away (feat. Craig David) – 3:26 (Craig Ashley David) – (2008)
16. Laura non c'è (Live) – 4:05 (testo: Antonello De Sanctis – musica: Filippo Neviani e Massimo Varini)
17. Sul treno (Live) – 4:47 (testo: Antonello De Sanctis e Manuela Bottoni – musica: Filippo Neviani)
18. Sei solo tu (Live) – 3:34 (testo: Cheope – musica: Filippo Neviani)
19. Se una regola c'è (Live) – 5:00 (testo: Antonello De Sanctis – musica: Filippo Neviani e Massimo Varini) – traccia bonus iTunes

### Es así - Greatest Hits 1992-2010
Disco 1
1. Es así – 4:06 (Filippo Neviani, Marco Baroni - adatt. spagnolo: Mila Ortiz Martin) – (2010)
2. Vulnerable – 3:10 (testo: Andrea Amati - adatt. spagnolo: Mila Ortiz Martin – musica: Fabio Vaccaro) – (2010)
3. Para ti – 3:15 (testo: Nek, Marco Baroni - adatt. spagnolo: Mila Ortiz Martin – musica: Nek) – (2010)
4. Amami – 3:49 (testo: Nek – musica: Massimo Varini, Nek, Antonio Verrascina) – (1992)
5. En ti – 4:02 (testo: Antonello De Sanctis - adatt. spagnolo: Nuria Díaz, Raquel Díaz – musica: Nek, Giuseppe Isgrò) – (2003)
6. Corazones en tempestades – 4:46 (testo: Antonello De Sanctis - adatt. spagnolo: Ignacio Ballesteros – musica: Nek, Giuseppe Isgrò) – (2003)
7. Ángeles del ghetto – 4:02 (testo: Antonello De Sanctis - adatt. spagnolo: Ignacio Ballesteros – musica: Gianni Sanjust, Nek e Gabriele Varano) – (2003)
8. Dime porqué – 3:42 (testo: Antonello De Sanctis - adatt. spagnolo: Nuria Díaz, Raquel Díaz – musica: Nek, Massimo Varini) – (1997)
9. Tú estás aquí – 4:19 (testo: Antonello De Sanctis - adatt. spagnolo: Nuria Díaz, Raquel Díaz – musica: Nek, Massimo Varini) – (1997)
10. Laura no está – 3:45 (testo: Antonello De Sanctis - adatt. spagnolo: Nuria Díaz, Raquel Díaz – musica: Nek, Massimo Varini) – (1997)
11. Tu nombre – 4:08 (testo: Antonello De Sanctis - adatt. spagnolo: Nuria Díaz, Raquel Díaz – musica: Nek, Massimo Varini) – (1997)
12. Si sé que te tengo a ti – 3:45 (testo: Antonello De Sanctis - adatt. spagnolo: Nuria Díaz, Raquel Díaz – musica: Nek, Massimo Varini) – (1998)
13. Quédate – 4:16 (testo: Antonello De Sanctis - adatt. spagnolo: Nuria Díaz, Raquel Díaz – musica: Nek, Massimo Varini) – (1998)
14. No preguntes por qué – 3:36 (testo: Antonello De Sanctis - adatt. spagnolo: Nuria Díaz, Raquel Díaz – musica: Nek, Massimo Varini) – (1998)
15. Su tal vez, su quizá – 3:32 (testo: Antonello De Sanctis - adatt. spagnolo: Nuria Díaz, Raquel Díaz – musica: Nek, Massimo Varini) – (1998)
16. Llegas tú – 4:19 (testo: Antonello De Sanctis - adatt. spagnolo: Nuria Díaz, Raquel Díaz – musica: Nek) – (2000)
17. En el tren – 3:55 (testo: Antonello De Sanctis - adatt. spagnolo: Nuria Díaz, Raquel Díaz – musica: Nek) – (2000)
18. La vida es – 4:19 (testo: Antonello De Sanctis - adatt. spagnolo: Nuria Díaz, Raquel Díaz – musica: Nek, Massimo Varini) – (2000)

Disco 2
1. Tan sólo tú – 3:15 (testo: Cheope - adatt. spagnolo: Ignacio Ballesteros – musica: Nek) – (2002)
2. Hablemos en pasado – 3:30 (testo: Cheope - adatt. spagnolo: Ignacio Ballesteros – musica: Daniel Vuletic) – (2002)
3. Cielo y tierra – 3:58 (testo: Cheope - adatt. spagnolo: Ignacio Ballesteros – musica: Nek) – (2002)
4. Al menos ahora – 3:26 (testo: Antonello De Sanctis - adatt. spagnolo: Ignacio Ballesteros – musica: Daniele Ronda) – (2003)
5. El ano cero – 3:27 (testo: Antonello De Sanctis - adatt. spagnolo: Ignacio Ballesteros – musica: Daniele Ronda) – (2003)
6. Para ti sería – 3:31 (testo: Nek, Antonello De Sanctis - adatt. spagnolo: Ignacio Ballesteros – musica: Nek, Daniele Ronda) – (2005)
7. A contramano – 3:27 (Andrea Amati - adatt. spagnolo: Ignacio Ballesteros) – (2005)
8. La inquietud – 3:27 (testo: Antonello De Sanctis - adatt. spagnolo: Ignacio Ballesteros – musica: Sergio Vinci) – (2005)
9. Vértigo – 3:33 (Andrea Amati e Nek - adatt. spagnolo: Mila Ortiz Martin) – (2006)
10. Noche de febrero – 4:10 (Andrea Amati e Nek - adatt. spagnolo: Mila Ortiz Martin) – (2006)
11. En el cuarto 26 – 3:43 (testo: Antonello De Sanctis - adatt. spagnolo: Mila Ortiz Martin – musica: Nek) – (2006)
12. Deseo que ya no puede ser – 3:48 (testo: Francesco De Benedittis, Francesco Gazzè - adatt. spagnolo: Mila Ortiz Martin – musica: Francesco De Benedittis, Massimiliano Corona) – (2009)
13. Si no amas – 3:23 (testo: Antonello De Sanctis - adatt. spagnolo: Mila Ortiz Martin – musica: Nek) – (2009)
14. Simples emociones – 3:52 (Cesare Chiodo - adatt. spagnolo: Mila Ortiz Martin) – (2009)
15. Laura non c'è (Live) – 4:05 (testo: Antonello De Sanctis – musica: Nek, Massimo Varini)
16. Sul treno (Live) – 4:47 (testo: Antonello De Sanctis – musica: Nek)
17. Sei solo tu (Live) – 3:34 (testo: Cheope – musica: Nek)

## Formazione
- Nek - voce, cori, basso, chitarra acustica, chitarra elettrica
- Paolo Costa - basso
- Alfredo Golino - batteria
- Dado Parisini - pianoforte, tastiera
- Emiliano Fantuzzi - chitarra elettrica
- Luciano Galloni - batteria
- Chicco Gussoni - chitarra
- Massimo Varini - chitarra acustica, cori, chitarra elettrica

## Collaborazioni
È il primo album in cui non ci sono collaborazioni con il suo storico paroliere Antonello de Sanctis e con Daniele Ronda e Sergio Vinci, ma compaiono come autori Andrea Amati (per la quarta volta), Marco Baroni e, per l'unica volta, Fabio Vaccaro. 
Come in The Best of Nek - L'anno zero, la canzone Sei solo tu è interpretata da Nek in versione solista, senza la partecipazione della cantante Laura Pausini.

## Classifiche
L'album è il 60.mo più venduto del 2011 in Italia.
| Classifica (2010) | Posizione massima |
| ----------------- | ----------------- |
| Italia            | 7                 |
| Svizzera          | 29                |